# Teste de Levene
Em estatística, o teste de Levene é uma estatística inferencial usada para avaliar a igualdade de variâncias de uma variável calculada para dois ou mais grupos. Alguns procedimentos estatísticos comuns presumem que as variâncias das populações das quais as diferentes amostras são extraídas são iguais. O teste de Levene avalia essa suposição. Ele testa a hipótese nula de que as variâncias populacionais são iguais (chamada de homogeneidade de variância ou homocedasticidade). Se o valor-p resultante do teste de Levene for menor que algum nível de significância (normalmente 0,05), é improvável que as diferenças obtidas nas variâncias amostrais tenham ocorrido com base na amostragem aleatória de uma população com variâncias iguais. Assim, a hipótese nula de variâncias iguais é rejeitada e conclui-se que há diferença entre as variâncias na população.
Alguns dos procedimentos que normalmente presumem homocedasticidade, para os quais se pode usar os testes de Levene, incluem análise de variância e testes t.

## Definição
O teste de Levene é equivalente a uma análise de variância entre grupos (ANOVA) de 1 via, sendo a variável dependente o valor absoluto da diferença entre uma pontuação e a média do grupo ao qual a pontuação pertence (mostrada abaixo como {\displaystyle Z_{ij}=|Y_{ij}-{\bar {Y}}_{i\cdot }|}). A estatística de teste, {\displaystyle W}, é equivalente à estatística {\displaystyle F}, que seria produzida por tal ANOVA e é definida da seguinte forma:
{\displaystyle W={\frac {(N-k)}{(k-1)}}\cdot {\frac {\sum _{i=1}^{k}N_{i}(Z_{i\cdot }-Z_{\cdot \cdot })^{2}}{\sum _{i=1}^{k}\sum _{j=1}^{N_{i}}(Z_{ij}-Z_{i\cdot })^{2}}},}
Onde
- {\displaystyle k} é o número de grupos diferentes aos quais os casos amostrados pertencem,
- {\displaystyle N_{i}} é o número de casos {\displaystyle i} º grupo,
- {\displaystyle N} é o número total de casos em todos os grupos,
- {\displaystyle Y_{ij}} é o valor da variável medida para o {\displaystyle j} º caso do {\displaystyle i} º grupo,
- {\displaystyle Z_{ij}={\begin{cases}|Y_{ij}-{\bar {Y}}_{i\cdot }|,&{\bar {Y}}_{i\cdot }{\text{ é a média do grupo }}i,\\|Y_{ij}-{\tilde {Y}}_{i\cdot }|,&{\tilde {Y}}_{i\cdot }{\text{ é uma mediana do grupo }}i{}.\end{cases}}}

(Ambas as definições estão em uso, embora a segunda seja, estritamente falando, o teste de Brown-Forsythe).
A estatística do teste {\displaystyle W} é aproximadamente distribuída em F com {\displaystyle k-1} e {\displaystyle N-k} graus de liberdade e, portanto, é o significado do resultado {\displaystyle w} de {\displaystyle W} testado contra {\displaystyle F(1-\alpha ;k-1,N-k)}, onde {\displaystyle F} é um quantil da distribuição F, com {\displaystyle k-1} e {\displaystyle N-k} graus de liberdade e {\displaystyle \alpha } é o nível de significância escolhido (geralmente 0,05 ou 0,01).